# Max Perlbach
Max Perlbach (* 4. November 1848 in Danzig, Provinz Westpreußen; † 18. Februar 1921 in Berlin, Weimarer Republik) war ein deutscher Bibliothekar und Historiker.

## Leben
Max Perlbach wurde am 4. November 1848 in Danzig als Sohn eines Kaufmanns geboren. Als sein Vater starb, zog seine Mutter mit ihm nach Breslau. In Breslau wuchs er auf und besuchte dort von 1860 bis 1868 das Breslauer Königliche Friedrichs-Gymnasium. Perlbach studierte Geschichte zunächst an der Universität Breslau und dann an der Universität Göttingen, wo er 1871 mit einer Dissertation über Die ältere Chronik von Oliva zum Dr. phil. promovierte.
Perlbach schlug die Laufbahn eines Bibliothekars an wissenschaftlichen Bibliotheken ein. Er arbeitete ab 1872 zunächst in Königsberg, dann ab 1876 in Greifswald und ab 1883 in Halle. Im Jahre 1903 wurde er Abteilungsdirektor der Katalogabteilung an der Königlichen Bibliothek Berlin. Zu Ende 1913 trat Perlbach in den Ruhestand. Er starb am 18. Februar 1921.

## Leistungen
Perlbachs eigentliche Leistungen liegen in der Erforschung der Geschichte Preußens. Er schrieb Beiträge zur Geschichte seiner von ihm so genannten „zweiten Heimat“ Schlesien. Vor allem aber forschte er über seine „erste Heimat“, das eigentliche Preußen (Westpreußen, Ostpreußen).
Im Jahre 1873 bestritt er mit seinem Aufsatz Die ältesten preußischen Urkunden kritisch untersucht die Echtheit des für die Entwicklung des Deutschen Ordens wichtigen Vertrages von Kruschwitz. Diese These, die seit 1980 als widerlegt gilt, hatte bei polnischen Historikern großen Anklang gefunden.
Das von Perlbach erstellte und veröffentlichte Pommerellische Urkundenbuch ist noch heute die wesentliche Sammlung der Urkunden zur Geschichte Pommerellens.

## Mitgliedschaften
- Korrespondierendes Mitglied der Gesellschaft für Geschichte und Altertumskunde der Ostseeprovinzen Russlands, 1877[2]
- Korrespondierendes Mitglied der Akademia Umiejętności (Akademie der Wissenschaften zu Krakau), 1894
- Ehrenmitglied des Westpreußischen Geschichtsvereins, 1918

## Schriften (Auswahl)
Max Perlbach veröffentlichte Schriften vor allem zur Geschichte West- und Ostpreußens, als Herausgeber und als Autor.
- Reinerz und die Burg Landfried (Hummelsburg) bis zum Jahre 1471. In: Zeitschrift des Vereins für Geschichte und Alterthum Schlesiens. Neunter Band. Zweites Heft.  Breslau 1869, S. 270–293 (Google Books).
- Die Aeltere Chronik von Oliva (Dissertation). Göttingen 1871 (Google Books)
- Ueber die Ergebnisse der Lemberger Handschrift für die ältere Chronik von Oliva. In: Neue Preußische Provinzial-Blätter. Vierte Folge, Band 9, Königsberg i. Pr. 1872, S. 18–40.
- Zur Geschichte der ältesten preußischen Bischöfe. In: Neue Preußische Provinzial-Blätter. Vierte Folge, Band 9, Königsberg i. Pr. 1872, S. 550–565  und  S. 628–652.
- Ueber eine polnische Denkschrift aus der Zeit des dreizehnjährigen Krieges. In: Neue Preußische Provinzial-BlätterVierte Folge, . Band 10,  Königsberg 1873, S. 566–578.
- Die ältesten preußischen Urkunden. Kritisch untersucht. In: Neue Preußische Provinzial-Blätter. Vierte Folge, Band 10,  Königsberg i. Pr. 1873, S. 609–648.
- Preußische Regesten bis zum Ausgang des 13. Jahrhunderts. In: Neue Preußische Provinzial-Blätter. Vierte Folge, Band 11, Königsberg i. Pr. 1874,  S. 1–32,  S. 97–128,  S. 326–348,  S. 385–432,  S. 546–572 und  S. 609–624; Band 12, Königsberg i. Pr. 1875, S. 1–26, S. 97–144,S. 193–216, S. 319–344, S. 385–428 und S. 5. 577–645.  (Namens-Register, S. 585–636)
- Die älteren Urkunden der Wallenrodt'schen Bibliothek in Königsberg. In: Neue Preußische Provinzial-Blätter. Vierte Folge, Band 11, Königsberg i. Pr. 1874,  S. 262–278.
- Quellen-Beiträge zur Geschichte der Stadt Königsberg im Mittelalter, Göttingen 1878, als Herausgeber   (Google Books).
- Versuch einer Geschichte der Universitäts-Bibliothek zu Greifswald. 1. Heft. L. Bamberg, Greifswald 1882. (nbn-resolving.de in der Digitalen Bibliothek Mecklenburg-Vorpommern)
- Mestwin II. In: Allgemeine Deutsche Biographie, Band 21, Leipzig 1885, S. 504–506.
- Zur Geschichte des Bücherwesens im Ordenslande Preussen. In: Zentralblatt für Bibliothekswesen, Bd. 11 (1894), S. 153–162 (digizeitschriften.de).
- Prussia scholastica. Spirgatis, Leipzig 1895 (Digitalisat)
- Materialien zu Geschichte Pommerellens hauptsächlich während der Ordenszeit. In: Altpreussische Monatsschrift, Neue Folge, Band 37, Königsberg i. Pr. 1900, S. 149–200 (Google Books).
- Pommerellisches Urkundenbuch. Bertling, Danzig 1881–1916. (Neudruck: Scientia, Aalen 1969) (Digitalisate); Teile 1–2: (Google Books).
- Das Totenbuch des Prämonstratenserinnen-Klosters Zuckau bei Danzig. Quellen und Darstellungen zur Geschichte Westpreußens, Nr. 5. Danzig 1908. (Neudruck: Nicolaus-Copernicus-Verlag, Münster 2008, ISBN 3-924238-39-1)